# Kathedrale von Murcia

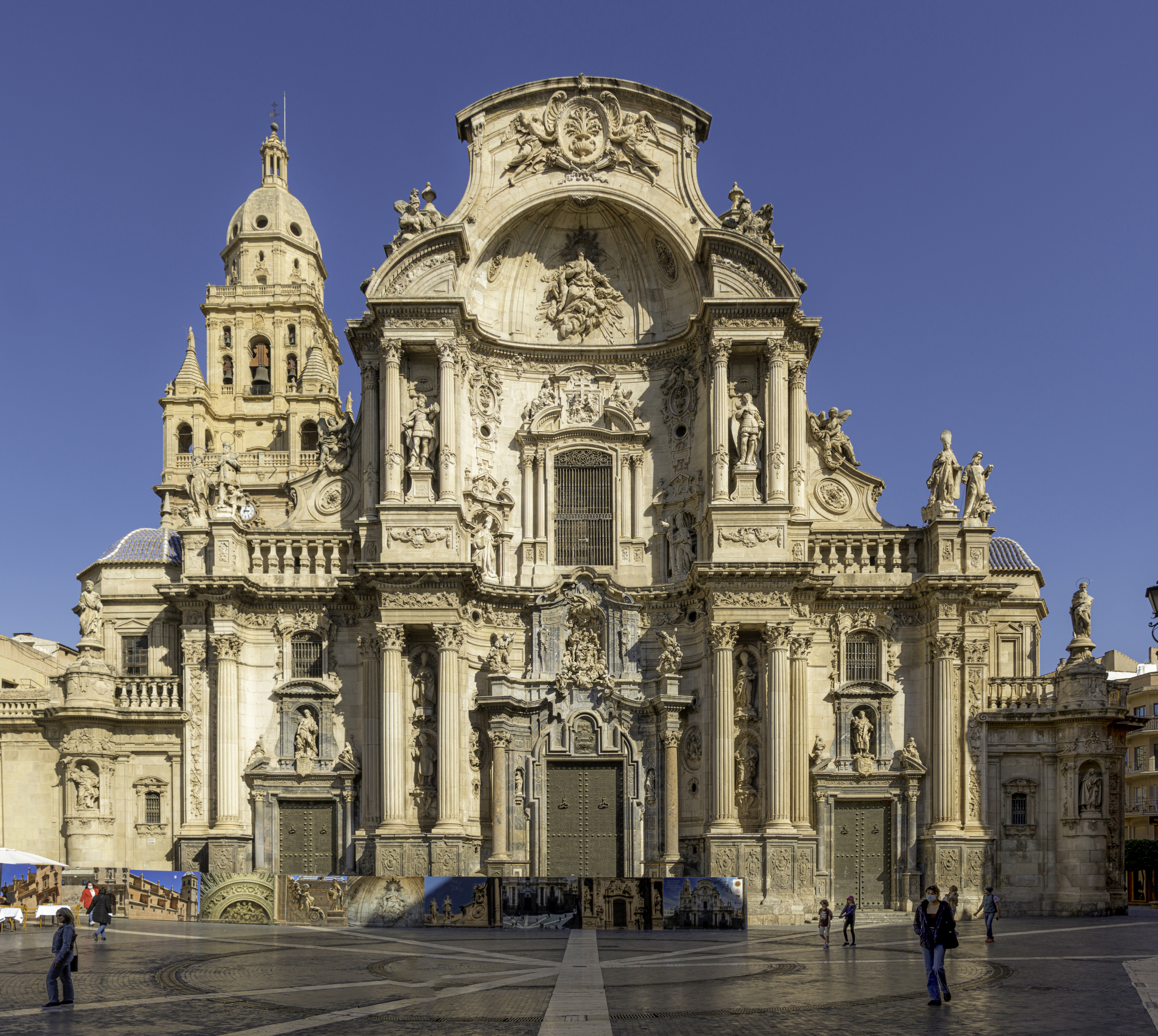
Kathedrale von Murcia

Die Kathedrale Santa Iglesia Catedral de Santa María ist eine römisch-katholische Kathedrale in Murcia und zugleich Kathedralkirche des Bistums Cartagena.

## Geschichte
Die Grundsteinlegung fand 1394 unter dem Bischof Fernando de Pedrosa statt. Bereits 1467 war der Bau vollendet und wurde von Bischof Lope de Rivas eingeweiht.
Im Laufe der Zeit kam es zu diversen An- und Umbauten an dem Gebäude. Es wurden vor allem Kapellen angebaut, und nicht zuletzt auch der Glockenturm. Daher weist die Kathedrale Stilmerkmale insbesondere der Gotik, der Renaissance und des Barock auf.

## Orgel

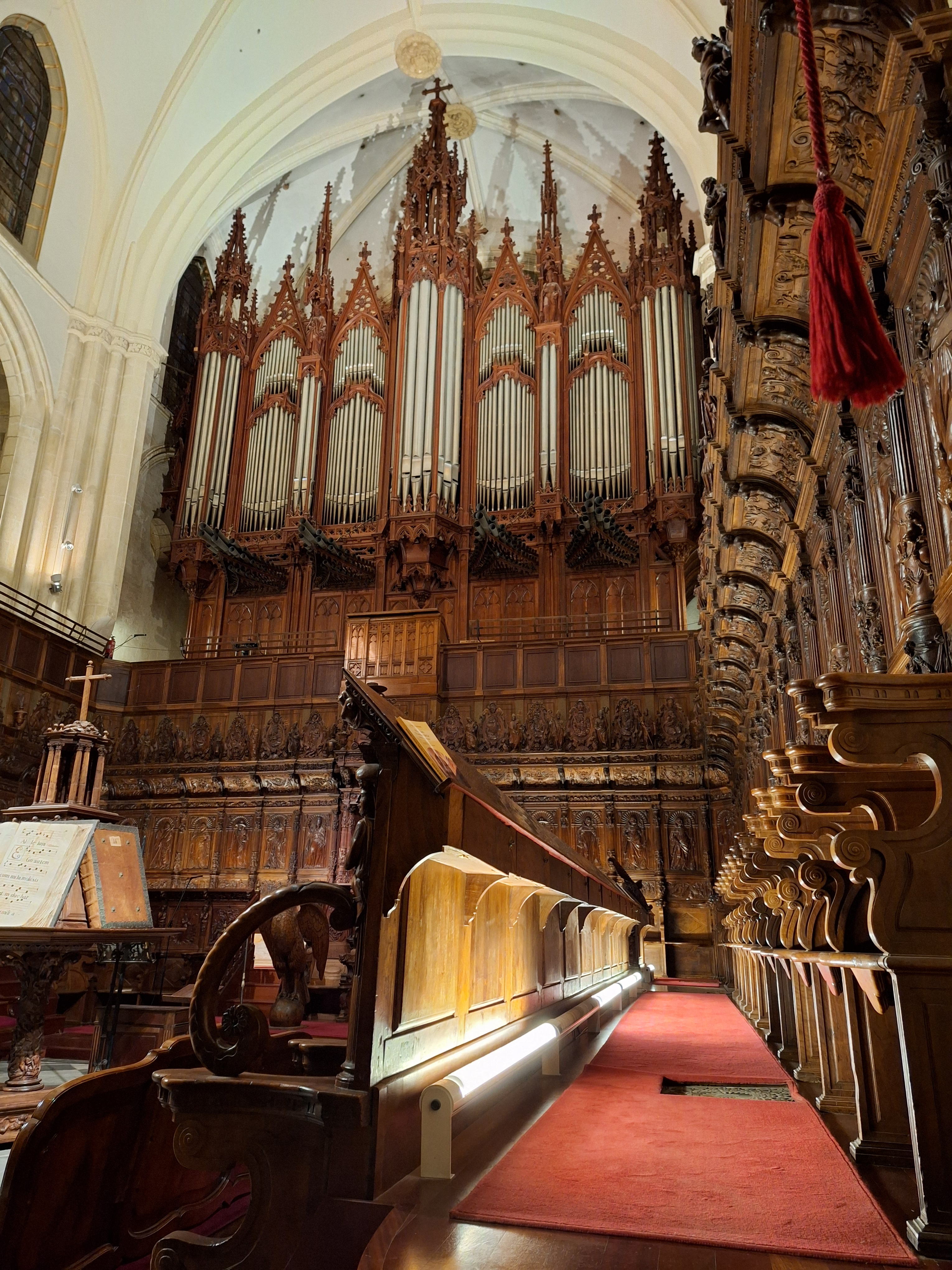
Hauptorgel

Die große Orgel wurde in den Jahren 1854 bis 1857 von der Orgelbaufirma Merklin-Schütze et Cie. erbaut und ist das größte noch erhaltene Instrument der Orgelbauer Merklin und Schütze.
1910 wurde das Instrument von dem Orgelbauer Aquilino Amezua bearbeitet. Geändert wurden u. a. die Mechanik, die Anordnung der Manuale (Hauptwerk als 1. Manualwerk), den Einbau von Barkermaschinen; entfernt wurden auch die Schwelljalousien, soweit sie zur Seite und nach hinten öffneten. Die Disposition und Intonation blieben weitgehend erhalten.
2005 bis 2008 wurde die Orgel durch den Orgelbauer Jean Daldoso instand gesetzt und die zwischenzeitlichen Veränderungen rückgängig gemacht und auf den Ursprungszustand gesetzt.
Das Orgelwerk hat 63 Register (Schleifladen) auf vier Manualwerken und Pedal. Die Spieltraktur ist mechanisch, wobei die ersten beiden Manualwerke mit Barkermaschinen ausgestattet sind. Die Registertraktur ist mechanisch-pneumatisch und mit Registerbarkern ausgestattet.
| I Positivo C–g3 |                       |     |
| 01.             | Flautado              | 08' |
| 02.             | Flautado tapado       | 08' |
| 03.             | Flauta travesera      | 08' |
| 04.             | Viola de gamba        | 08' |
| 05.             | Octava de flautado    | 04' |
| 06.             | Flauta dulce          | 04' |
| 07.             | Flageolet             | 02' |
| 08.             | Corneta IV            |     |
| 09.             | Clarinete bajo        | 16' |
| 10.             | Trompeta de batalla 0 | 08' |
| 11.             | Trompeta real         | 08' |
| 12.             | Octava de clarín      | 04' |
|                 | Tremolo               |     |

| II Gran'Organo C–g3 |                      |     |
| 13.                 | Flautado mayor       | 16' |
| 14.                 | Tapado               | 16' |
| 15.                 | Flautado             | 08' |
| 16.                 | Flautado tapado      | 08' |
| 17.                 | Gran Flauta          | 08' |
| 18.                 | Viola                | 08' |
| 19.                 | Salicional           | 08' |
| 20.                 | Octava de Flauta     | 04' |
| 21.                 | Octava de flautado   | 04' |
| 22.                 | Pifano               | 02' |
| 23.                 | Corneta V            |     |
| 24.                 | Lleno IV             |     |
| 25.                 | Oficléide y trompa 0 | 16' |
| 26.                 | Clarin suave         | 08' |
| 27.                 | Clarinete            | 08' |
| 28.                 | Octava de clarín     | 04' |

| III Bombarda C–g3 |                     |        |
| 29.               | Tapado mayor        | 16'    |
| 30.               | Flautado            | 08'    |
| 31.               | Flauta armónica     | 08'    |
| 32.               | Flauta rústica      | 08'    |
| 33.               | Flautado tapado     | 08'    |
| 34.               | Octava de flautado  | 04'    |
| 35.               | Flauta octaviante   | 04'    |
| 36.               | Nasardo             | 02 ⁄3' |
| 37.               | Lleno progresivo V  |        |
| 38.               | Bombarda            | 16'    |
| 39.               | Trompeta bombarda 0 | 08'    |
| 40.               | Trompeta            | 08'    |
| 41.               | Octava de clarín    | 04'    |

| IV Recitativo C–g3 |                             |    |
| 42.                | Flauta armónica             | 8' |
| 43.                | Flautado tapado             | 8' |
| 44.                | Dulzaina                    | 8' |
| 45.                | Gaita pastoril              | 8' |
| 46.                | Voz celestial               | 8' |
| 47.                | Flauta de eco               | 4' |
| 48.                | Corneta IV                  |    |
| 49.                | Clarín armónico             | 8' |
| 50.                | Fagot y oboe                | 8' |
| 51.                | Voz humana                  | 8' |
| 52.                | Octava de clarín armónico 0 | 4' |
|                    | Tremolo                     |    |

| Pedale C–f1 |                      |     |
| 53.         | Contrabajo abierto 0 | 32' |
| 54.         | Flautado mayor       | 16' |
| 55.         | Tapado mayor         | 16' |
| 56.         | Contra violón        | 16' |
| 57.         | Flauta               | 08' |
| 58.         | Violonchelo          | 08' |
| 59.         | Flauta               | 04' |
| 60.         | Bombarda             | 16' |
| 61.         | Contra fagot         | 16' |
| 62.         | Trompeta             | 08' |
| 63.         | Clarín               | 04' |

## Glockenturm
Der Glockenturm wurde erst nach Fertigstellung der Kathedrale in mehreren Phasen errichtet. Daher weist der Turm Stilelemente der Renaissance auf und wurde im 18. Jahrhundert im Stil des Barock ergänzt. Ende des 18. Jahrhunderts wurde der Turm mit neo-klassischen Stilelementen vollendet.

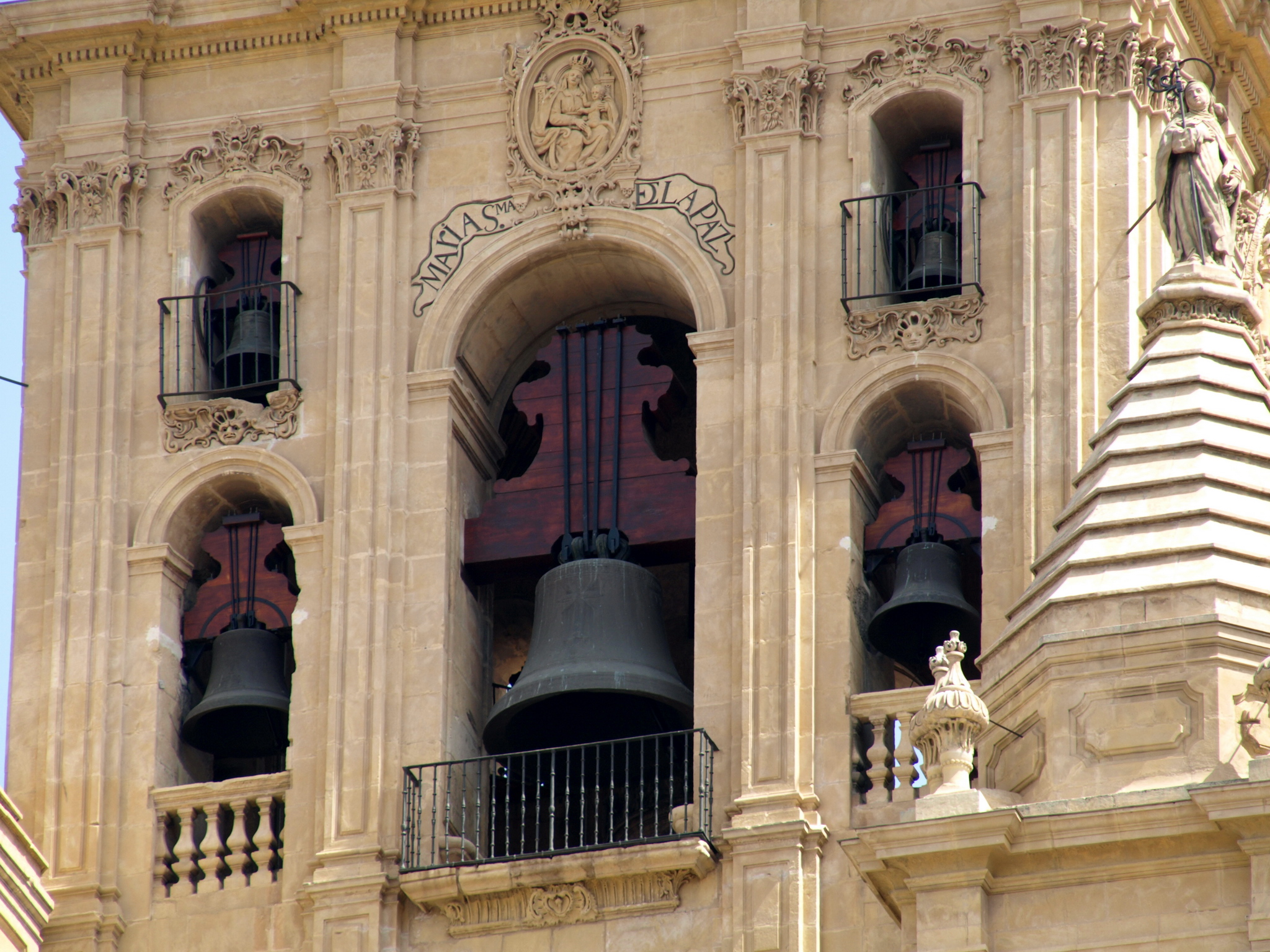
Blick auf die Glocken

Im Glockengeschoss des Turms hängen insgesamt 20 Glocken, die im 18. und 19. Jahrhundert gegossen wurden. Lediglich eine Glocke stammt aus dem 14. Jahrhundert und ist die älteste Glocke Spaniens; sie befindet sich heute aber im Museum der Kathedrale. Die Glocken dienten einst auch dazu, nicht-religiöse Ereignisse zu verkünden oder anzukündigen, etwa auch der Warnung vor Hochwasser des Flusses Segura. Die Glocken sind nach diversen Heiligen benannt.